# Goldbergwerk Lauriéras
Das Goldbergwerk Lauriéras ist ein ehemaliges Goldbergwerk des französischen Bergbaudistrikts Saint-Yrieix-la-Perche im Département Haute-Vienne. Es gehört zum Typus einer hydrothermalen Ganglagerstätte, die einer bedeutenden Scherzone im metamorphen Grundgebirge des Variszikums folgt. Die Vererzung ereignete sich im Oberkarbon vor rund 300 Millionen Jahren.

## Etymologie
Prähistorische Goldschurfe werden im Französischen als L′aurière bezeichnet. Lauriéras, manchmal auch L’Auriéras, ist die okzitanische Form.

## Geschichte
Gold wurde in Lauriéras schon ab dem 5. vorchristlichen Jahrhundert von den keltischen Galliern zu Tage gefördert. Sie hinterließen eine 40.000 Kubikmeter große Halde, die noch immer eine Konzentration von 2 bis 14 Gramm Gold pro Tonne aufweist. Im benachbarten Bergwerk Clovis ist die der vererzten Störung folgende gallische Abbaufront mitsamt Abraum zu erkennen. Im tieferen Bereich waren sogar noch Holzstützbalken erhalten. Mit der Eroberung Galliens durch die Römer unter Julius Cäsar kam der Goldbergbau aber zum Erliegen, da die Römer in Spanien über rentablere Vorkommen verfügten.
Nach Wiederentdeckung des gallischen Bergbaus durch den Bergbauingenieur François Ernest Mallard in der zweiten Hälfte des 19. Jahrhunderts, wurde am Anfang des 20. Jahrhunderts der Goldbergbau im Limousin erneut in Angriff genommen. Lauriéras wurde im Jahr 1908 wiedereröffnet. Während der beiden Weltkriege ereignete sich ein Stillstand bzw. ein starker Rückgang der Aktivitäten. Nach dem Zweiten Weltkrieg übernahm die Societé des Mines du Bourneix, eine Tochtergesellschaft der Cogema, im Jahr 1988 die Leitung des Bergwerks. Im Jahr 2001 wurde Lauriéras jedoch dann endgültig geschlossen.
Die maximale jährliche Fördermenge betrug 2,54 Tonnen Gold im Jahr 1995 für den gesamten Distrikt.

## Geographie
Das Goldbergwerk befindet sich 6,8 Kilometer nordnordöstlich von Saint-Yrieix-la-Perche, zu dessen Gemeindegebiet es gehört. Nach dem im Nordnordwesten gelegenen La Meyze sind es 5,5 Kilometer. Der nach der Kleinstadt Saint-Yrieix benannte Golddistrikt liegt im südlichen Limousin und nimmt eine Fläche von rund 350 Quadratkilometer ein. Er erstreckt sich von Jumilhac-le-Grand (Département Dordogne) im Südwesten bis Meuzac (Département Corrèze) im Osten. Die Landschaft ist eine eingeebnete Rumpffläche mit Höhenlagen zwischen 250 und 400 Meter.

## Geologie
Das im nationalen Lagerstättenverzeichnis als Nummer 6.4003 indizierte Goldbergwerk liegt in Paragneisen der Unteren Gneisdecke (Briance-Einheit). Es folgt einer 16 Kilometer langen, Ostnordost-streichenden (N 075) und mit 60 bis 65° nach Nordnordwest einfallenden Störung, der Lauriéras-Puy-Roux-Struktur. Diese ist über einen Bereich von 5 bis 11 Meter mit brekziertem Quarz ausgefüllt, in welchen kleine Goldkörner eingelagert sind. Auch das Nebengestein kann in Störungsnähe vollkommen brekziiert vorliegen.
An derselben Störung finden sich in unmittelbarer Nachbarschaft die Bergwerke Clovis und Puy Roux. Aber auch Lauriéras selbst weist mehrere Schächte und Vortriebe auf, beispielsweise die beiden Schächte Coudert (24 und 54 Meter Teufe), Schacht Fernand (72 Meter) und Schacht Pierre Pinet (17 Meter). Der längste Vortrieb erreichte 180 Meter.
Weitere bedeutende, ebenfalls mit Gold mineralisierte Störungen im Distrikt sind die Nordost-streichende (N 045) Bourneix-Struktur und die Ostnordost-streichende Cheni-Nouzilleras-Struktur.
Der Golddistrikt von Saint-Yrieix-la-Perche bildet Teil des Ost-West-streichenden Meuzac-Antiklinoriums – einer domartigen Aufwölbung des Deckenstapels im südlichen Limousin, welche weiter ostwärts von der Nord-Süd-streichenden Argentat-Störung abgeschnitten wird. Als Folge erscheint die Untere anstelle der Oberen Gneisdecke über eine Breite von knapp 14 Kilometer an der Oberfläche. Die in Richtung Nordwest einfallenden Störungen durchschlagen nicht nur die Untere Gneisdecke, sondern auch die unterlagernde Parautochthone Glimmerschiefereinheit, in der sie in knapp 10 Kilometer Tiefe auslaufen. Schweremessungen haben ergeben, dass das Antiklinorium sich durch eine negative Schwereanomalie auszeichnet, welche einem Granit-Migmatit-Dom mit einer Dichte von 2550 Kilogramm/Kubikmeter zugeordnet werden kann. Diese magmatische Domstruktur fußt flach bei 20 Kilometer und wölbt sich bis auf 9 Kilometer Tiefe. Sie liegt konkordant auf geschichteter Unterkruste, die bis zur MOHO in 30 Kilometer Tiefe herabreicht. Ihr wird ein Alter von 335 bis 330 Millionen Jahren zugesprochen. Möglicherweise hat diese Intrusion primär die Wölbung des Deckenstapels bewirkt, ihr Magma kann aber durchaus auch sekundär in den bereits existierenden Antiklinalbereich "hineingezogen" worden sein.

## Mineralogie
Die Störung wird von insgesamt vier Quarzgenerationen durchwachsen, von denen zwei goldhaltig sind. Die Goldmineralisation des Quarz besteht aus millimetergroßen Blättchen, die mit dem nackten Auge zu erkennen sind. Diese können von Pyrit (FeS2), Arsenopyrit (FeAsS), silberhaltigem Bleiglanz (PbS), Zinkblende (ZnS) und Antimonit (Sb2S3) begleitet werden, selten auch von Boulangerit (Pb5Sb4S11) und Argyrose (Silber-Nanopartikel). Etwas Gold befindet sich auch im Arsenopyrit und im Boulangerit.
Neben Calcit, Dolomit, Gips und Goethit erscheinen noch sehr seltene Minerale wie beispielsweise Akanthit, Beudantit, Bismuthinit, Brochantit, Cosalit, Devillin, Karminit, Pharmakosiderit, Plumbogummit, Posnjakit, Pyromorphit, Skorodit und möglicherweise auch noch Bismit, Cannizzarit, Cyrilovit und Jarosit.

## Geochemie
Der Goldgehalt in Lauriéras ist mit durchschnittlichen Konzentrationen von 5 bis 25 Gramm pro Tonne (5 bis 25 ppm) recht hoch (Spitzengehalte konnten im Distrikt von Saint-Yrieix-la-Perche stellenweise sogar bis mehrere Kilogramm pro Tonne erreichen und lagen dann im Promillebereich).
Im antiken Abbau fanden sich Konzentrationen von 0,03 bis 1,78 ppm, die jedoch im modernen Tagebau bis auf 12,64 ppm anwachsen.
Im modernen Tagebau lassen sich drei Erztypen auseinanderhalten, die sich durch ihren Silbergehalt unterscheiden. So besitzt Typ 1 13 Gewichtsprozent Silber im Gold und nur 4 Gewichtsprozent Silber im Tetraedrit. Die Paragenese dieses Typs ist mit Pb-Sb ± Cu, Fe-Sulfosalzen assoziiert und setzt sich aus Bournonit, Boulangerit, Jamesonit, Galenit, Sphalerit, Chalkopyrit und Arsenopyrit zusammen. Typ 2 ist sehr silberreich mit 49 Gewichtsprozent Silber im Gold und 17 Gewichtsprozent Silber im Tetraedrit. Seine sulfidreiche Paragenese besteht aus Sphalerit, Chalkopyrit, Galenit, Pyrit und Arsenopyrit. Typ 3 weist 25 Gewichtsprozent Silber im Gold auf und wird von Arsenopyrit und Pyrit dominiert.

### Isotopenverhältnisse
Die Goldvererzung von Lauriéras liefert folgende Isotopenverhältnisse:
| Isotopenverhältnis | Antiker Abbau   | Antiker/Moderner Abbau | Moderner Abbau  | Nebengestein |
| ------------------ | --------------- | ---------------------- | --------------- | ------------ |
| 206Pb/204Pb        | 18,133 - 18,197 | 18,171 - 18,848        | 19,045 - 19,416 | 19,432       |
| 207Pb/204Pb        | 15,253 - 15,602 | 15,579 - 15,647        | 15,668 - 15,699 | 15,679       |
| 208Pb/204Pb        | 38,291 - 38,586 | 38,220 - 38,683        | 38,664 - 38,789 | 39,762       |
| ε 109Ag            |                 | − 0,240 - − 0,160      |                 |              |
| δ 65Cu             | - 0,040 - 0,182 | - 0,180 - 0,124        | - 0,060 - 0,055 | - 0,136      |

Zum Vergleich die gemessenen Werte im metamorphen Nebengestein.
Die Unterscheidung der Golderze in zwei Gruppierungen mit unterschiedlichen Modellaltern (frühpaläozoisch und variszisch) ist in Lauriéras nicht so deutlich wie in Bourneix, obwohl auch hier die Erze des antiken Abbaus zur vorvariszischen Gruppierung 1 gehören, Mischproben jedoch in beide Gruppierungen fallen können.
Siehe unter Goldbergwerk Bourneix für eine ausführlichere Diskussion der Isotopenverhältnisse.

## Petrologie
Im Distrikt von Saint-Yrieix-la-Perche können folgende Quarzgenerationen unterschieden werden:
- massiver weißer Milchquarz – älteste sterile Generation
- grauer, graublauer bis blauer mikrokristalliner Quarz – Goldmineralistion von niedrigem bis mittleren Gehalt
- weißer gläserner (hyaliner) Quarz – Hauptmineralisation mit puren Goldblättchen
- weißer Quarz in Geodenform – jüngste sterile Generation, enthält Pyrit und Amethyst.

Sehr späte Brekzien können auch von Calcit verkittet werden.
Neben Arsen und Silber fielen beim Einschmelzen des Erzkonzentrats auch noch geringe Mengen an Kupfer an.

### Paragenesen
Generell lassen sich in Lauriéras zwei Paragenesestufen voneinander abtrennen:
- in der ersten Stufe P 1 werden die tektonischen Bewegungen am Scherband von der Abscheidung von Arsenopyrit und untergeordnet auch Pyrit begleitet. Gold substituiert in den Begleitmineralen.
- die zweite Stufe P 2 ist wesentlich komplexerer Natur und wird durch eine Gold-Blei-Silber-Kupfer-Antimon-Folge gekennzeichnet. Gold erscheint gediegen in kleinsten Haarrissen.

### Hydrothermale Flüssigkeiten
Diese beiden unterschiedlichen Paragenesen spiegeln sich auch in der sie verursachenden, hydrothermalen Flüssigkeitsentwicklung wider.
Bei Stufe P 1 handelt es sich um H2O-CO2-Flüssigkeiten, die organische Anreicherungen von CH4 und N2 aufweisen. In Flüssigkeitseinschlüssen gemessene Homogenisierungstemperaturen bewegen sich zwischen 260 und 450 °C. Die δ 18O-Werte streuen zwischen + 8,0 und + 12,5 ‰ (SMOW). Der herrschende Druck wird mit 0,3 GPa eingeschätzt, was einer Tiefe von rund 10 Kilometer entspricht.
Die Flüssigkeiten der goldführenden Stufe P 2 sind H2O-NaCl-Lösungen von moderater bis geringer Salinität. Ihre Homogenisierungstemperaturen bewegen sich zwischen 160 und 340 °C, mit δ 18O-Werten zwischen + 0,3 und 6,0 ‰ (SMOW). Der Druck dürfte bei zirka 0,1 GPa gelegen haben entsprechend einer Tiefe von knapp 3 Kilometer.
Die wesentlich heißeren Hydrothermallösungen der Stufe P 1 wurden folglich bei ihrem Aufstieg abgekühlt und weiter in Oberflächennähe mit kühlerem, meteorischem Grundwasser verdünnt. Möglicherweise ist anhand der beiden Stufen auch eine tektonisch bedingte Heraushebung von 7 Kilometer dokumentiert.

## Alter

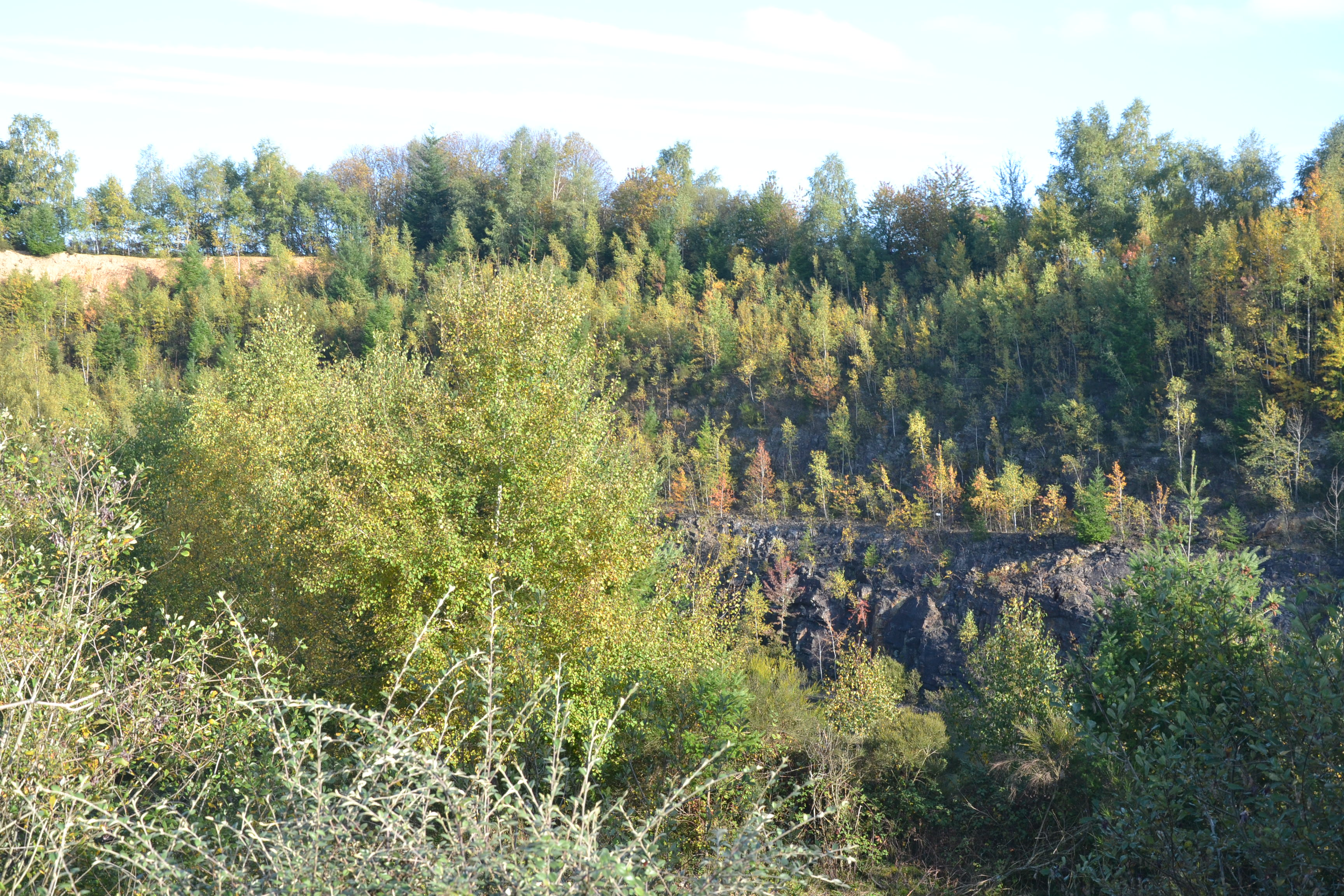
Etwas anderer Blickwinkel auf das ehemalige Goldbergwerk Lauriéras

Altersbestimmungen mit Hilfe der Kalium-Argon-Methode an Illit, die an mehreren Lagerstätten des Distrikts vorgenommen worden waren, konnten zwei unterschiedliche hydrothermale Ereignisse nachweisen. Das Ältere lag bei 317 Millionen Jahren, das Jüngere hingegen zwischen 307 und 301 Millionen Jahren. Das Aufsteigen der mineralisierenden Flüssigkeiten dürfte somit pulsierend erfolgt sein. Ob die mit 290 ± 5 Millionen Jahren datierten Lamprophyre im Distrikt von Saint-Yrieix-la-Perche die Goldmineralisation beeinflussten ist noch nicht geklärt.

## Entstehung der Goldmineralisation
Die Goldvererzung im Distrikt von Saint-Yrieix-la-Perche ist mit einer Teufe von 7 bis 2 Kilometer relativ tief sitzend und an bedeutende krustale, in nordöstlicher Richtung streichende Störungen gebunden, welche mit 45 bis 80 Grad nach Nordwest einfallen. Diese zeigen neben einer normalen auch eine linksverschiebende Komponente. An den Störungen drangen überkritische, mehr als 374 °C heiße, wässrige Lösungen auf. Sie waren angereichert an Silicium, Chloriden, Fluoriden, Sulfaten, Carbonaten und verschiedenen Metallen, wie beispielsweise Eisen, Blei, Zink, Silber, Antimon, Arsen und eben Gold. Gold war in Komplexform gelöst, als AuCl2−, Au(HS)2− und Au(HS)S3−. Die Lösungen standen unter einem Druck von mehr als 22 MPa. Bei ihrem Aufstieg entlang der Störungen kühlten sie sich ab, ihr Druck sank – pH und Redoxpotential hingen aber vom jeweils durchströmten Wirtsgestein ab. Generell sank ihr Löslichkeitspotential, weswegen die gelösten Substanzen ausgefällt wurden. Vor allen Dingen Kieselsäure in Form von Quarz, verschiedenerlei Sulfide (besitzen ein sehr geringes Löslichkeitsprodukt) und im Fall des Limousins metallisches Gold.
Gold ist ein sehr seltenes Element in der kontinentalen Kruste mit einem durchschnittlichen Gehalt von nur 1 bis 4 Milligramm pro Tonne Gestein (bzw. 1 bis 4 ppb). In mafischen und ultramafischen Gesteinen tritt es etwas höher konzentriert auf – so beispielsweise in Ophiolithen und auch in spätorogenen Lamprophyren, welche im Distrikt stellenweise anstehen. Die goldhaltigen Lösungen müssen aber vor allen Dingen einen bedeutenden Anreicherungsprozess durchlaufen haben, um abbauwürdige Konzentrationen zu erreichen.
Bouchot und Kollegen (2005) sehen die Quelle dieser Anreicherung in der granulitisierten, geschichteten, kontinentalen Unterkruste (Tiefenbereich 20 bis 30 Kilometer), die möglicherweise von mafischen Mantelmagmen unterlagert war. Der Zeitraum der Granulitisierung bewegt sich zwischen 315 und 300 Millionen Jahren. Sie ist auf den Kollaps des überdickten Variszischen Orogens zurückzuführen, der eine Verflüchtigung der Elemente Gold, Arsen, Wolfram, Zinn und seltene Metalle aus der Unterkruste bewirkte. In Frage käme auch der in der Mittelkruste steckende Granit-Migmatit-Intrusivkörper, der aber durch sein wesentlich höheres Alter als Reservoir ausscheiden dürfte.